# Москалёв, Георгий Николаевич
Гео́ргий Никола́евич Москалёв (10 сентября 1925 — 3 марта 2011) — советский и российский график, иллюстратор. Герой Советского Союза (1945). Заслуженный художник РСФСР (1982). Народный художник Бурятской АССР (1975). Член Союза художников СССР с 1957 года. 
Ветеран Великой Отечественной войны.

## Биография
Родился 10 сентября 1925 года в деревне Усть-Менза ныне Красночикойского района Забайкальского края. В 1933 году семья переехала в город Улан-Удэ.
Окончил 8 классов улан-удэнской школы № 2. Со школьной скамьи в январе 1943 года был призван в Красную Армию и зачислен курсантом в Забайкальское военно-пехотное училище.
В мае 1944 года после ускоренного выпуска в звании младшего лейтенанта направлен в 176-й гвардейский стрелковый полк 59-й гвардейской стрелковой дивизии 46-й армии 2-го Украинского фронта, где получил должность командира пулемётного взвода. Участвовал в Ясско-Кишиневской операции, освобождал Бендеры, Белгород-Днестровский.
Указом Президиума Верховного Совета СССР от 24 марта 1945 года Г. Н. Москалёву присвоено звание Героя Советского Союза за выполнение сложнейшей боевой задачи при форсировании Дуная в ночь с 4 на 5 декабря 1944 года и проявленные при этом мужество и героизм. Войну закончил в должности командира роты.
В 1946 году, после демобилизации, Г. Н. Москалёв поступил в Иркутское художественное училище. С 1951 года — студент факультета живописи Московского художественного института имени В. И. Сурикова, который окончил в 1957 году.
После окончания института вернулся в Улан-Удэ. Работал в художественно-производственных мастерских, руководил кружком «Юный художник» при Доме пионеров им. П. П. Постышева (в 1957—1962 и 1964—1965). В 1962—1963 годах был председателем правления Союза Художников Бурятии. В 1966—1968 годах — директор художественного музея им. Ц. С. Сампилова, преподавал в педагогическом училище № 1.
Неоднократно избирался депутатом Совета народных депутатов города Улан-Удэ. В составе тридцати Героев Советского Союза участвовал в праздновании 30-летия Победы в Венгрии, принимал участие в праздновании 50-летия Победы в Москве, в военном параде на Красной площади 9 мая 1996 года, параде Победы 9 мая 2000 года.
Умер 3 марта 2011 года в Улан-Удэ.

## Творчество
Начинал как художник-график, в 1970-е годы главной темой творчества художник избрал Великую Отечественную войну. Тема нашла отражение на полотнах «Битва за Дунай», «Прорыв», «Рассвет», «Один на один» и других.
Писал Георгий Николаевич пейзажи, натюрморты, у него много графических работ. Занимался художественным оформлением книг.
Москалёв — автор более 70 живописных, около 170 графических работ и графических иллюстраций в 10 книгах, в том числе книги «Поход за Дунай» (Улан-Удэ, 1985). Начиная с 1959 года участвует в выставках. Выставки работ Москалёва проходили в городах: Москва, Улан-Удэ, Владивосток, Иркутск, Дели (Индия), Чита.

## Звания, награды

### Звания
- Герой Советского Союза (24.03.1945)[1].
- Народный художник Бурятской АССР (1975 год).
- Заслуженный художник РСФСР (1982 год).
- Почётный гражданин города Улан-Удэ (1975 год).

### Награды
- Орден Ленина (24.03.1945).
- Орден Красной Звезды (04.12.1944)[4].
- Два ордена Отечественной войны I степени (17.12.1944[5]; 06.04.1985[6]).
- Орден Почёта (03.04.2002)[7]
- Медаль «За победу над Германией».
- Медаль «За взятие Будапешта».
- Медаль «За взятие Вены».
- Государственная премия Бурятской АССР в области литературы и искусства.